# Antonio Montanari (politico)
Antonio Montanari (Meldola, 24 ottobre 1811 – Meldola, 6 aprile 1898) è stato un politico e saggista italiano.

## Biografia

### Formazione e carriera
Nato a Meldola, studiò Economia all'Università di Bologna. Nel 1837 pubblicò un discorso sulle Casse di Risparmio e sulla necessità di fondarne una a Bologna. Scrisse anche uno studio sull'Irlanda riguardante la libertà religiosa nonché le riforme di Robert Peel (che fu Capo segretario per l'Irlanda dal 1812 al 1818).
Collaborò al giornale «Il Felsineo» di Bologna, dirigendolo dal 7 gennaio 1847 fino al 1848.
Nel 1848 fu eletto al Consiglio dei Deputati, istituzione prevista dallo Statuto pontificio approvato da Papa Pio IX il 14 marzo. Il 10 settembre 1848 entrò nel governo pontificio come ministro del Commercio. Dopo l'assassinio del ministro dell'Interno Pellegrino Rossi, seguì il Papa Pio IX nell'esilio a Gaeta ma nel maggio del 1849 decise di ritornare a Bologna. 
Nel giugno 1859 il legato pontificio fu allontanato da Bologna. Sotto il commissariato di Massimo d'Azeglio si formò una giunta provvisoria di governo. Montanari fu eletto membro della giunta e ottenne il dicastero della gestione degli affari interni e della pubblica sicurezza. Rimase ministro anche sotto il nuovo governatore generale delle Romagne Leonetto Cipriani, fino a diventare Senatore del Regno d'Italia nel 1860.

Dal 1859 al 1868 fu reggente dell'Università di Bologna; dal 1862 fu docente di Filosofia della storia (precedentemente aveva insegnato Storia antica e moderna).
Ritiratosi poi a Meldola, rivestì la carica di sindaco dal 1874 fino alla morte, avvenuta nel 1898. Mantenne la cattedra di Filosofia della storia fino al 1891.

## Opere
- Dei Vantaggi che le Casse di Risparmio arrecano al Consorzio Civile (Bologna, 1837)
- Dei fondamenti della Civiltà – Discorsi sette (Bologna, 1842)
- Osservazioni intorno alle opere di Giacomo Leopardi (Bologna, 1846)
- La legge sulla stampa del 15 marzo e la circolare del 19 aprile 1847 (Bologna, 1847)
- A Vincenzo Gioberti. Lettera (Lucca, 1847 - Torino, 1847)
- Messaggio letto all’apertura dell’Assemblea nazionale delle Romagne (Bologna, 1859)
- Per l’inaugurazione del busto al re Vittorio Emanuele II nella sala comunale di Meldola il giorno 23 giugno 1889 (Meldola, 1889)
- Lezioni sulla filosofia della storia che precedono lo studio comparativo delle tre grandi civiltà mondiali (Bologna, 1897)
- Pensieri di Antonio Montanari sulla Pubblica Istruzione (Meldola, 1898)
- Della letteratura pagana e cristiana e dell’indole e del carattere della Poesia nelle varie scuole Moderne. Quattro discorsi (Bologna, 1945)